# Vkladová karta
Vkladová karta je debetní bankovní karta, která slouží výhradně pro vklad hotovosti, obvykle na bankomatech. Kartou nelze vybírat z bankomatu, platit na pokladně obchodníka ani přes internet, lze pouze vkládat hotovost na účet firmy nebo společnosti. Vkladovou kartu přidělují firemní klienti bank svým pokladním a dalším zaměstnancům, kteří pracují s hotovostí.
Každá vkladová karta má svůj vlastní PIN a všechny vklady jsou zaznamenány na měsíčních výpisech. Držitel karty však obvykle nemá přístup do internetového bankovnictví.

## Související stránky
- Bankovní karta
- Denní uzávěrka
- Platební styk